# 亞力斯·基馬度
亚历杭德罗·格里馬爾多·加西亚（西班牙語：Alejandro Grimaldo García；1995年9月20日—），西班牙職業足球員，司職左後衛，現效力於德甲勒沃库森、西班牙國家足球隊。

## 球會生涯

### 巴塞罗那

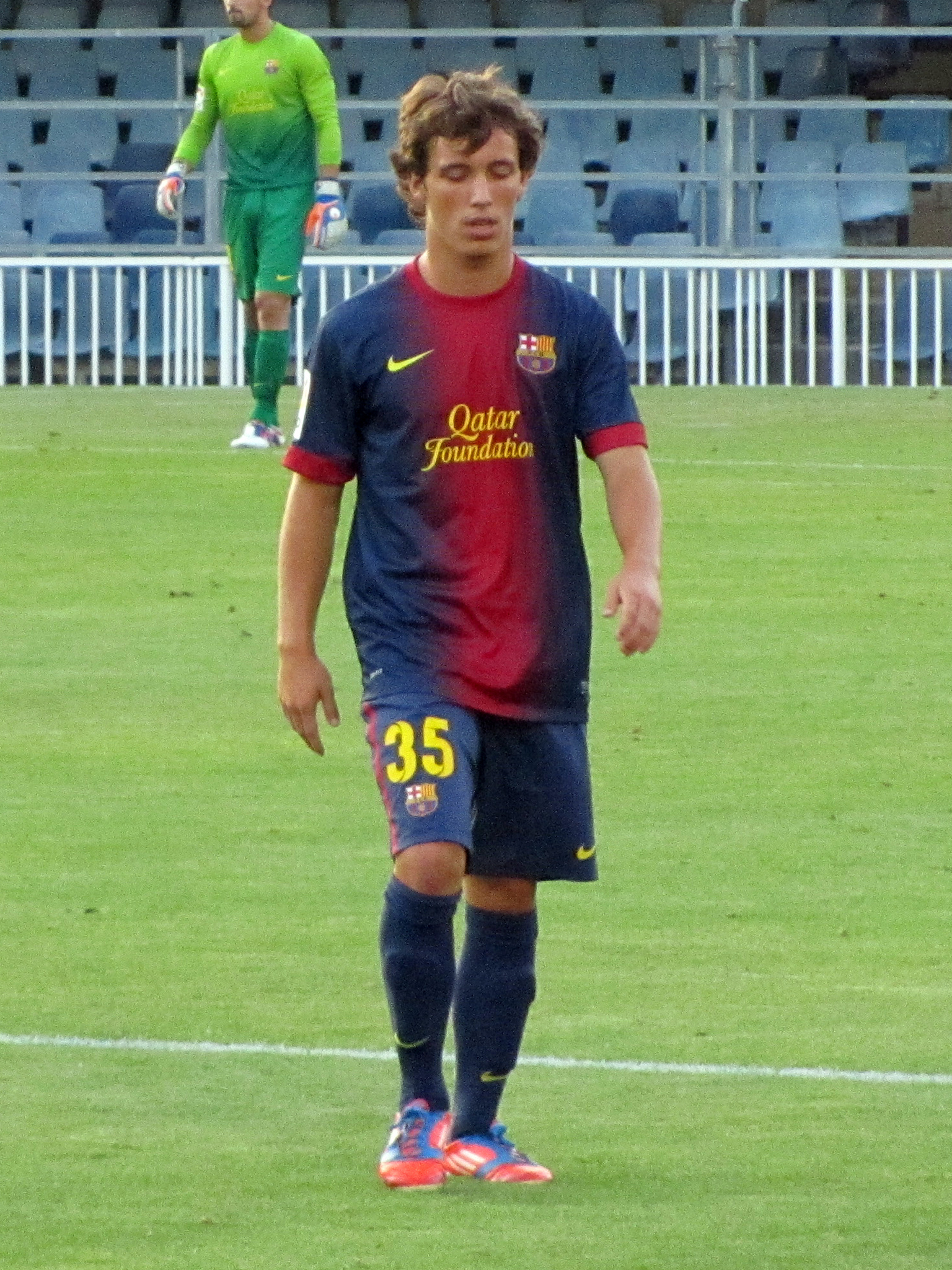
2012年，格里马尔多与巴塞罗那B队合影

格里马尔多出生于瓦伦西亚，巴伦西亚自治区，2008年加入巴塞罗那的青训系统。2011年9月4日，他在15岁349天的年龄上在对阵卡塔赫纳的比赛中首次代表巴塞罗那B队亮相，并以4-0客场胜利的方式登场，成为有史以来最年轻的出场球员。
2013年2月23日，格里马尔多遭受了严重的膝盖受伤，缺席了赛季的剩余时间。他于次年1月复出，出场14次帮助球队获得第三名。
2014年9月13日，格里马尔多打入了个人职业生涯的首个进球，帮助球队以3-2战胜阿拉维斯。在球队降级的赛季中，他在36场比赛中打入4球；他和塞尔吉·帕伦西亚在2015年4月25日的比赛中被罚下，球队以2-1击败蓬费拉迪纳。

### 本菲卡
2015年12月29日，由于合同即将到期，格里马尔多以150万欧元的身价转会加盟葡萄牙冠军本菲卡，合同期至2021年。巴塞罗那在未来转会中有一定比例的分成权利。
格里马尔多在新球队的首场比赛是在2016年1月26日，作为第62分钟的替补登场，替换Sílvio，在对阵莫雷伦塞的葡萄牙联赛杯比赛中，本菲卡客场6–1大胜。他于2月29日在葡萄牙甲级联赛首次亮相，完场90分钟在本菲卡2–0主场胜梅德拉联的比赛中出场；本赛季剩余时间里，他在甲级联赛中只再次出场一次，替补埃利塞乌在4–1击败内坦奥纳尔的比赛中，本菲卡锁定了球队连续第三次夺得国内联赛冠军的胜利，比赛场地是盧斯球場。他继续留在球队参加于5月20日的联赛杯决赛，在科英布拉市的科英布拉市政球場上，本菲卡以6-2击败马里迪莫。

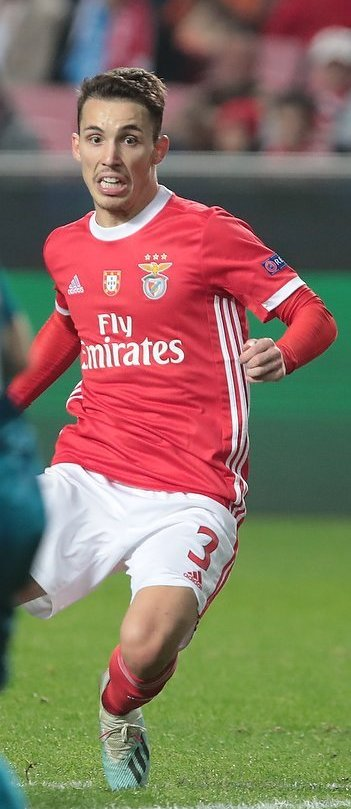
2019年，格里马尔多在本菲卡

格里马尔多的首个完整赛季于2016年8月7日开始，他在阿威路, 葡萄牙的葡萄牙超级杯对阵布拉加的比赛中首发登场，协助弗朗科·塞维攻入开场进球。10月2日，他在对阵费伦斯的比赛中攻入了个人在本菲卡的首个进球，是一粒直接任意球，帮助球队以4-0获胜；2017年5月28日，他在葡萄牙足总杯决赛中首发出场，全场比赛90分钟，本菲卡以2-1击败瓜达尔基维什夺冠。
格里马尔多首次参加欧洲冠军联赛是在2016年9月13日，当时他在对阵贝西克塔什的小组赛主场比赛中全场出场，双方最终以1-1战平。他在同一赛季的欧冠小组赛中的第一个进球出现在2018年10月2日，当时他在客场对阵雅典AEK的比赛中攻入进球，帮助球队以3-2获胜；他在12月12日的回合比赛中再次对阵雅典AEK，他在88分钟的自由球大约30米外攻入进球，帮助球队1-0获胜。

### 勒沃库森
2023年5月21日，格里马尔多与德国俱乐部拜耳04莱沃库森签约，签订了一份为期四年的合同，转会费用为免费转会。
2023-24球季，他在勒沃庫森的第一個賽季就完成了13次助攻，成為德甲助攻王。

## 國家隊生涯
2023年11月16日，格里马尔多在對陣塞浦路斯的比賽中首次代表西班牙國家足球隊出場，協助米克尔·奥亚尔萨瓦尔攻入第二個進球，幫助西班牙客場3-1獲勝。

## 榮譽

### 球會
本菲卡
- 葡萄牙足球超級聯賽冠軍： 2015–16，2016–17，2018–19，2022–23
- 葡萄牙盃冠軍：2016–17
- 葡萄牙聯賽盃冠軍：2015–16
- 葡萄牙超級盃冠軍：2016，2017[21]，2019[22]

 勒沃庫森
- 德甲冠軍：2023–24[23]
- 德国足协杯冠軍：2023–24[24]

### 國家隊
西班牙U19
- 歐洲U-19足球錦標賽冠軍：2012年

 西班牙
- 欧洲足球锦标赛冠軍：2024年

## 球會統計
最後更新：2015年2月19日
| 球會                      | 球季     | 聯賽 | 聯賽 | 盃賽 | 盃賽 | 歐洲賽 | 歐洲賽 | 其他 | 其他 | 合計 | 合計 |
| 球會                      | 球季     | 出場 | 入球 | 出場 | 入球 | 出場   | 入球   | 出場 | 入球 | 出場 | 入球 |
| ------------------------- | -------- | ---- | ---- | ---- | ---- | ------ | ------ | ---- | ---- | ---- | ---- |
| 巴塞隆拿足球會B隊         |          |      |      |      |      |        |        |      |      |      |      |
| 西班牙足球乙級聯賽2011-12 | 1        | 0    | —    | —    | —    | —      | —      | —    | 1    | 0    |      |
| 西班牙足球乙級聯賽2012-13 | 24       | 0    | —    | —    | —    | —      | —      | —    | 24   | 0    |      |
| 西班牙足球乙級聯賽2013-14 | 14       | 0    | —    | —    | —    | —      | —      | —    | 14   | 0    |      |
| 西班牙足球乙級聯賽2014-15 | 32       | 3    | —    | —    | —    | —      | —      | —    | 32   | 3    |      |
| 合計                      | 71       | 3    | —    | —    | —    | —      | —      | —    | 71   | 3    |      |
| 生涯合計                  | 生涯合計 | 71   | 3    | —    | —    | —      | —      | —    | —    | 71   | 3    |

## 外部連結
- Soccerway資料庫：亞力斯·基馬度
- FC Barcelona official profile （页面存档备份，存于）
- BDFutbol profile （页面存档备份，存于）
- Futbolme profile[永久] （西班牙文）